# Nonianus pictus
Nonianus pictus är en spindelart som beskrevs av Simon 1885. Nonianus pictus ingår i släktet Nonianus och familjen jättekrabbspindlar. Inga underarter finns listade i Catalogue of Life.